# Hans Hillger
Hans Hillger (auch Johannes Hilger, Hilliger; * 7. Februar 1567 in Freiberg; † 24. April 1640 in Dresden) war ein kurfürstlich-sächsischer Büchsen- und Glockengießer, Dresdner Ratsherr und Bürgermeister.

## Leben

### Familie

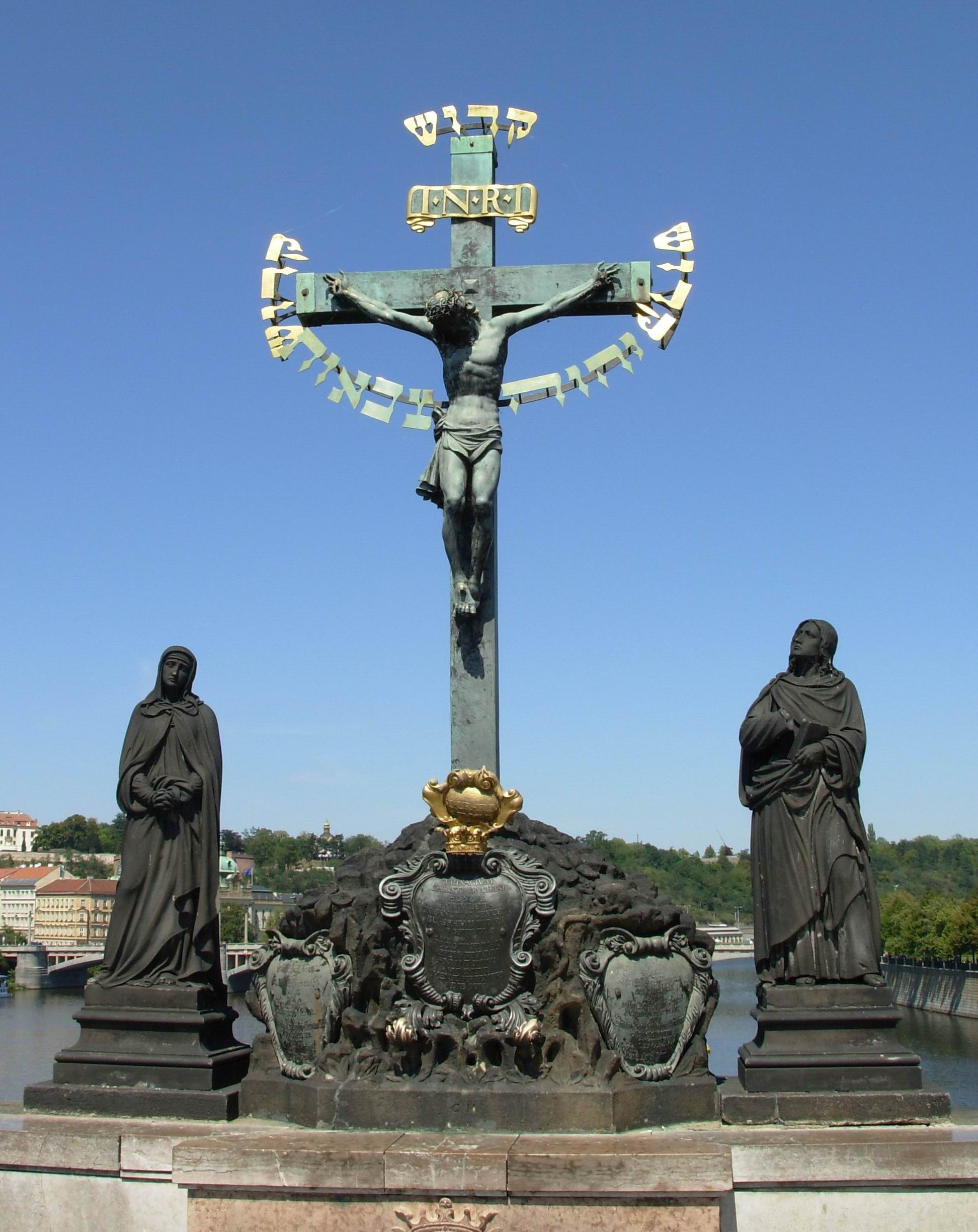
Kruzifix von Hans Hillger auf der Karlsbrücke in Prag

Hans Hillger stammte aus der weitverzweigten Glocken- und Geschützgießerfamilie Hilliger aus Freiberg. Die Familie, die sich anfangs auch Kannegießer bzw. Kanngiesser nannte, ist seit dem frühen 15. Jahrhundert in Sachsen nachweisbar.
1567 übernahm Hans Hillgers Großvater, der Freiberger Bürgermeister Wolfgang Hill(i)ger (1511–1576), die kurfürstliche Gießhütte in Dresden. Hillgers Vater Martin (1538–1601), zuvor als Geschützgießer für Erzherzog Karl II. von Innerösterreich in Graz tätig, kam daraufhin nach Dresden und arbeitete hier als kurfürstlicher Büchsengießer. Die Gießerei blieb über mehrere Generationen in Familienbesitz und wurde von Hans Hillger, später auch von dessen Sohn Hans Wilhelm Hilliger (1605–1649), weitergeführt. Die Räumlichkeiten in den Kasematten unter der Brühlschen Terrasse sind noch heute erhalten.
Hilliger heiratete am 10. Oktober 1592 Margarethe Crackau (* 1562, † 1600 in Dresden), Tochter des Georg Cracow. Ihre Tochter Christiana, zweite Ehefrau des Dresdner Ratsherrn und Apothekers Joachim Müller (* 19. März 1569 in Torgau, † 7. September 1634 in Dresden), starb am 6. Oktober 1633 in Dresden. In zweiter Ehe heiratete Hillger im Jahre 1603 Sabina Vollhardt. Deren Vater, Hans  Volhart (Vollhardt)  (* 29. Juli 1546 in Prag, † 12. Dezember 1605 in Dresden), war kurfürstlich sächsischer Lehn- und Gerichts-Secretarius zu Dresden; ihre Mutter Sabina Hase war die Tochter des Bürgermeisters Hans Hase und seiner Frau Anna, einer Tochter des Bürgermeisters George Rüger. In dritter Ehe verheiratete Hillger sich mit Sophie Blansdorf. Sie überlebte ihren Mann um neun Jahre und starb 1649.

### Berufliche und politische Tätigkeit
Hillger wurde am 8. Februar 1567 in der Stadtkirche St. Petri in Freiberg getauft. Er ging zunächst bei seinem Vater in die Lehre und wurde ebenfalls Glocken- und Stückgießer. Nach dem Tod des Vaters übernahm er 1601 das Familienunternehmen und wurde kurfürstlich-sächsischer Büchsengießer. Aus seiner Werkstatt sind mehrere Glockengüsse für Kirchen im Dresdner Raum, aber auch Kunstgussarbeiten nachweisbar. Zu seinen bedeutendsten Schöpfungen gehört eine Kalvarienberg-Gruppe für die Prager Karlsbrücke, die zum Teil auf Vorarbeiten des Bildhauers Wolf Ernst Brohn basiert.
Hans Hillger erhielt 1599 das Dresdner Bürgerrecht und wurde im gleichen Jahr Mitglied des Rates. 1608 wählte man ihn zu einem der jeweils drei Bürgermeister, die sich jeweils im Wechsel regierender – sitzender – ruhender Bürgermeister abwechselten. 1638 war er letztmals regierender Bürgermeister und wurde im Folgejahr zum letzten Mal im Ratsverzeichnis erwähnt.

## Werke (Auswahl)
- Glocke der Johanniskirche in Dresden (1605)
- Glocke für die alte Frauenkirche in Dresden (1619), 1917 eingeschmolzen
- Epitaph Herzog Albrechts von Holstein in der Kreuzkirche in Dresden (1613)[3]
- Kalvarienberg-Gruppe  für die Prager Karlsbrücke (1621)[4]
- drei Glocken für die Marienkirche Eilenburg (1624/25), die größte ist erhalten[5]
- Kruzifix für die Dresdner Elbbrücke (1628).[6] Dieses nach Prag veräußerte Kruzifix ist nicht identisch mit dem 1670 errichteten Kreuz auf der Augustusbrücke von Andreas Herold, das seit deren Teileinsturz während des Elbhochwassers von 1845 verschollen ist.